# Ethel Watersová
Ethel Watersová (31. října 1896 Chester – 1. září 1977 Chatsworth) byla americká bluesová a gospelová zpěvačka.
Od roku 1921 nahrávala pro firmu Black Swan Records. Byla součástí proudu Harlemská renesance, vystupovala na Broadwayi a v roce 1929 se objevila ve svém prvním filmu On with the Show!
V roce 1939 začala na stanici NBC vysílat The Ethel Waters Show, což byl první televizní pořad afroamerického umělce v historii.
Za roli ve filmu Pinky byla v roce 1949 nominována na Oscara za nejlepší ženský herecký výkon ve vedlejší roli. Její píseň Stormy Weather byla zařazena do Národního registru nahrávek při Knihovně Kongresu. Vydala autobiografii His Eye Is on the Sparrow. Hlásila se k evangelikalismu a účastnila se kázání Billyho Grahama.
V roce 2004 získala hvězdu na Hollywoodském chodníku slávy.